# Monirieh
 Monirieh est le district 11 du centre-ville de Téhéran. C'est dans ce district que se situe le quartier de Hasan Abad.